# Ralph Brydges
Ralph Brydges, född 21 september 1856 i Cheltenham, död 18 april 1946 i Daytona Beach, var en anglikansk pastor, pedofil och misstänkt seriemördare.
Mellan 1924 och 1927 föll sju flickor i Rom offer för en pedofil; fyra av dem mördades. Först misstänktes fotografen Gino Girolimoni (1889–1961) för brotten; han dömdes till fängelse, men det framkom senare att han inte hade befunnit sig i Rom vid de aktuella tidpunkterna. Istället riktades misstankarna mot Ralph Lyonel Brydges. Vid husrannsakan i Brydges bostad fann polisen anteckningar om mordplatserna samt näsdukar med initialerna R.L.; en identisk näsduk hade påträffats vid ett av mordoffren. Brydges häktades, men släpptes inom kort. Enligt uppgift förekom det diplomatiska påtryckningar från Storbritannien och Italien ville hålla sig väl med britterna.

## Offer
| Namn                            | Ålder | Datum            | Plats                    |
| ------------------------------- | ----- | ---------------- | ------------------------ |
| Emma Giacobini (överlevde)      | 4     | 31 mars 1924     | Piazza Cavour            |
| Bianca Carlieri                 | 3     | 4 juni 1924      | Basilica di San Paolo    |
| Rosa Pelli                      | 4     | 24 november 1924 | Basilica di San Pietro   |
| Elsa Berni                      | 6     | 29 maj 1925      | Lungotevere Gianicolense |
| Celeste Tagliaferro (överlevde) | 1,5   | 26 augusti 1925  | Scalo Tuscolano          |
| Elvira Coletti (överlevde)      | 6     | 26 augusti 1925  | Lungotevere Michelangelo |
| Armanda Leonardi                | 5     | 12 mars 1927     | Aventinen                |